# ناصر شاهين
ناصر شاهين (13 يوليو 1960)، هو ممثل مصري خريج المعهد العالي للفنون المسرحية (مصر) شعبة تمثيل واخراج دفعة 1990 ويتميز بأداء العديد من الأدوار التراجيدية والكوميدية كما شارك في بطولات سينمائية، كما شارك في العديد من المسلسلات منها بطولة مسلسل (عدوى في قلب الأحداث) كما شارك أيضا في بطولات مسرحية آخرها مسرحية (الناس بتحب كده).

## من أعماله
- الجزيرة (فيلم) 2007.
- الجزيرة 2 (فيلم) 2014.
- صرخة نملة (فيلم)
- دكتور سيلكون (فيلم) 2009.
- السيد أبو العربي وصل (فيلم) 2005.
- فرحان ملازم آدم (فيلم) 2005.
- ليلة سقوط بغداد (فيلم) 2005.
- فلاح في الكونجرس (فيلم) 2002.
- بلية ودماغه العالية (فيلم) 2000.
- وحياة قلبي وأفراحه (فيلم) 2000.
- كوكب الشرق (فيلم) 1999.
- ليلة ساخنة (فيلم) 1995.
- المهاجر (فيلم) 1994.
- الشرسة (فيلم) 1993.
- اليتيم والذئاب (فيلم) 1993
- الإرهاب والكباب (فيلم) 1992.